# Qerret
Qerret là một xã trong quận Pukë thuộc hạt Shkodër, Albania. Dân số năm 2005 là 3837 người.